# Old Christians Club
L'Old Christians Club è una società sportiva di Montevideo.

## Storia

### Nascita della società
La società è stata fondata nel 1965 da ex allievi del Stella Maris College, una delle migliori scuole superiori della capitale uruguaiana.
È stato creato principalmente come un club di rugby, ma come la maggior parte dei club di rugby in Uruguay e Argentina, ha anche sviluppato una sezione di hockey su prato per ragazze, diventando così una società polisportiva.

## Nel rugby
Nonostante sia uno dei club più giovani di Montevideo, gli Old Christians hanno ottenuto notevole successo sulla scena nazionale, vincendo il primo titolo nazionale sei anni dopo la fondazione del club.
Da allora il club è diventato una potenza del rugby uruguaiano, vincendo la Primera División 18 volte, la più recente nel 2016.
Molti rugbisti della squadra hanno continuato anche a rappresentare l'Uruguay a livello internazionale.

### Rivali
Il club ha principalmente 2 rivali, il Carrasco Polo Club e gli Old Boys Club.

### Disastro del volo 571
Il 13 ottobre 1972, un aereo con a bordo 45 persone tra membri e giocatori della squadra di rugby uruguaiana, diretto in Cile, si schiantò sulle Ande. Nell’incidente e nelle settimane successive persero la vita 29 persone, mentre 16 sopravvissero in condizioni estreme.
I superstiti si trovarono a oltre 3.600 metri di altitudine, in un ambiente gelido e inospitale, senza fonti di calore né cibo a sufficienza. Dopo aver esaurito le scorte, furono costretti a prendere una decisione drammatica: per sopravvivere, si nutrirono dei corpi dei passeggeri deceduti, conservati naturalmente nella neve.
Per 72 giorni i soccorsi non riuscirono a localizzarli. Fu allora che due dei sopravvissuti, Nando Parrado e Roberto Canessa, partirono a piedi per cercare aiuto. Dopo una lunga marcia tra le montagne, riuscirono infine a trovare un contatto umano. Grazie alla loro impresa, tutti i superstiti furono tratti in salvo il 23 dicembre 1972.
La storia del disastro è stata raccontata nel corso degli anni attraverso numerosi libri, documentari e film.

## Sezioni
Di seguito l'elenco delle sezioni sportive e delle attività associate che fanno parte della Polisportiva dell'Old Christians Club.
- Sezioni:

1. Old Christians Club (rugby)
2. Old Christians Club (calcio)
3. Old Christians Club (hockey su prato)